# Niuved, Bihor
Niuved este un sat în comuna Tămășeu din județul Bihor, Crișana, România.

## Imagini

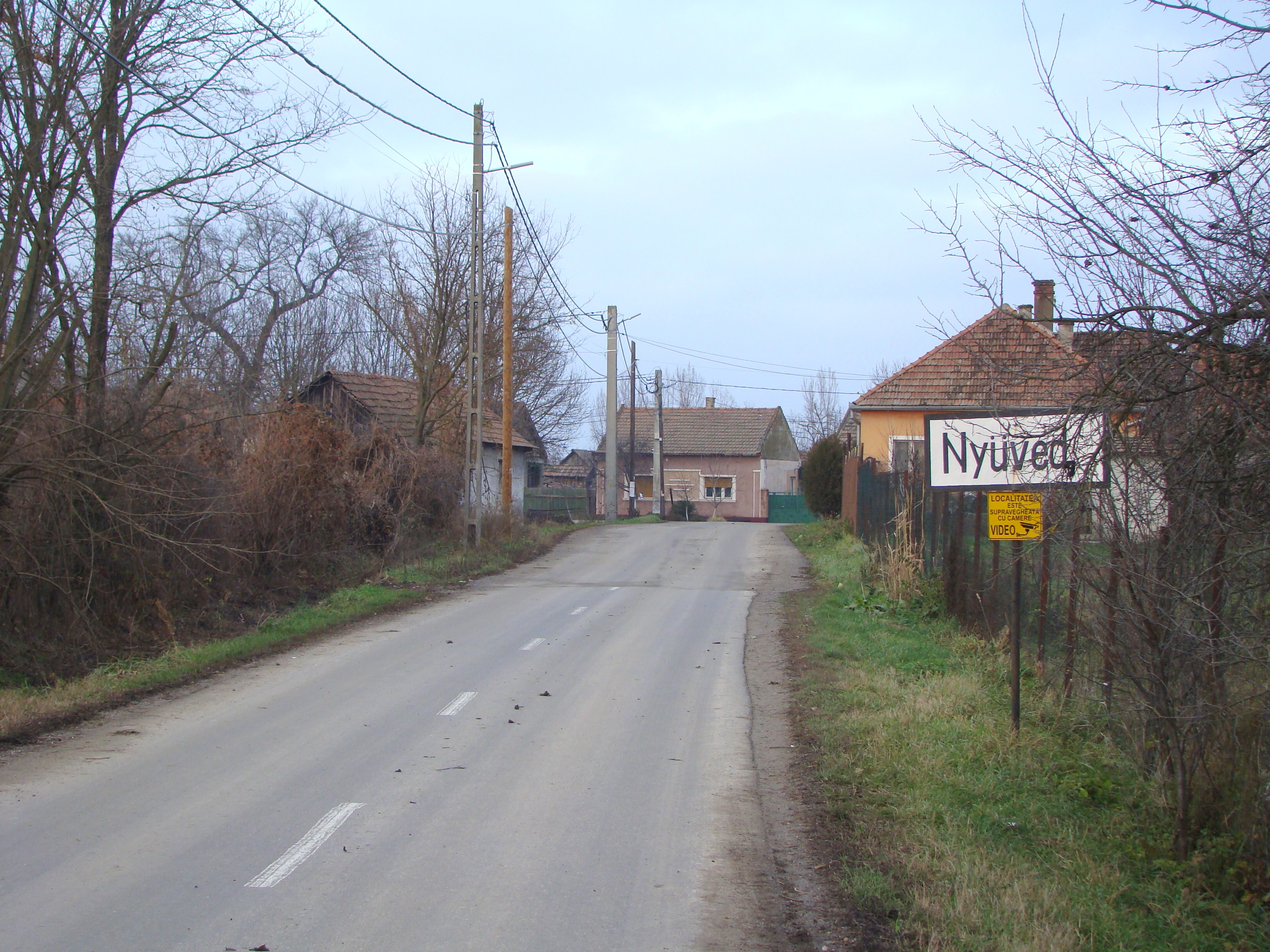
Intrarea în Niuved (localitate de frontieră)
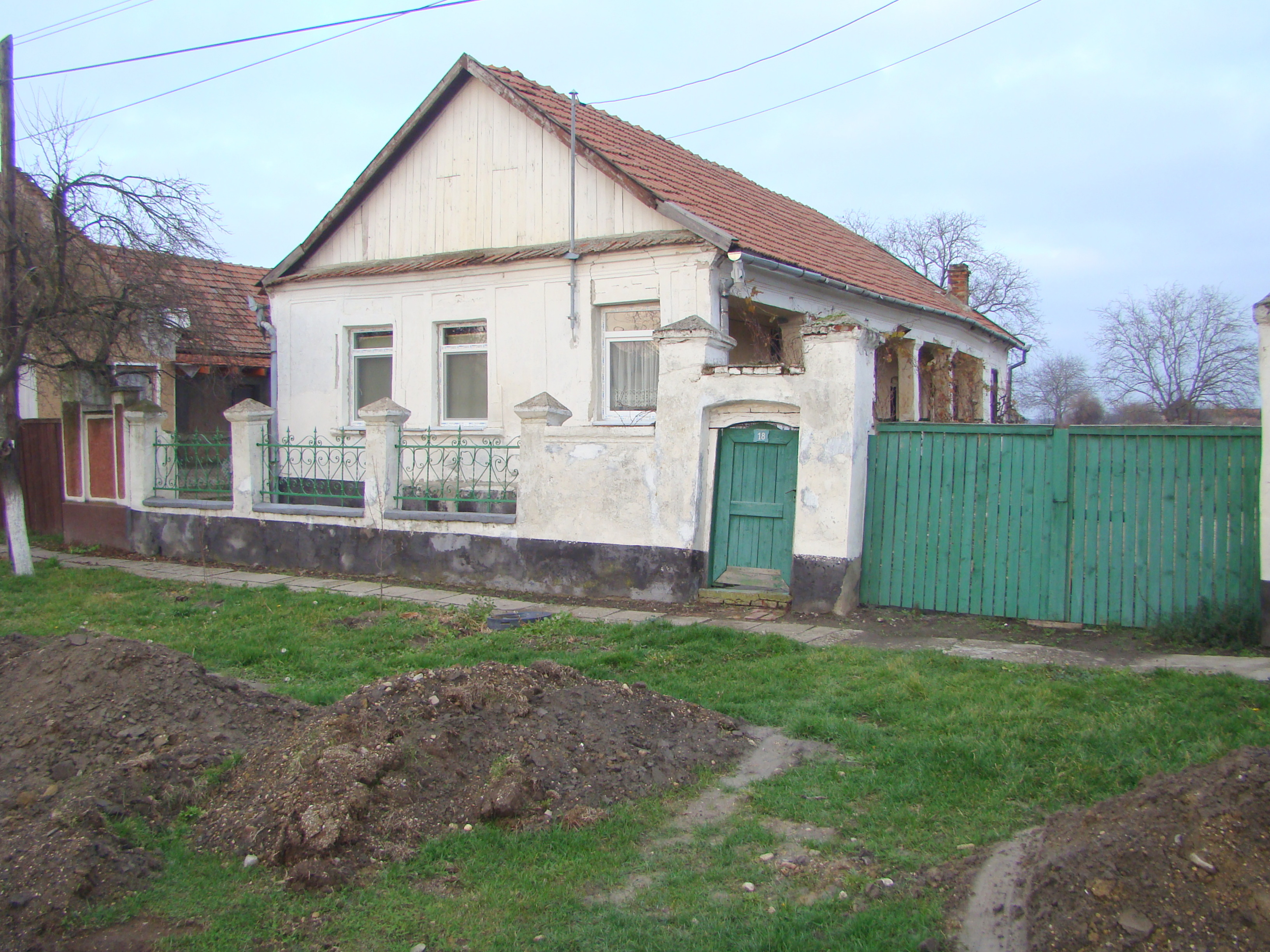
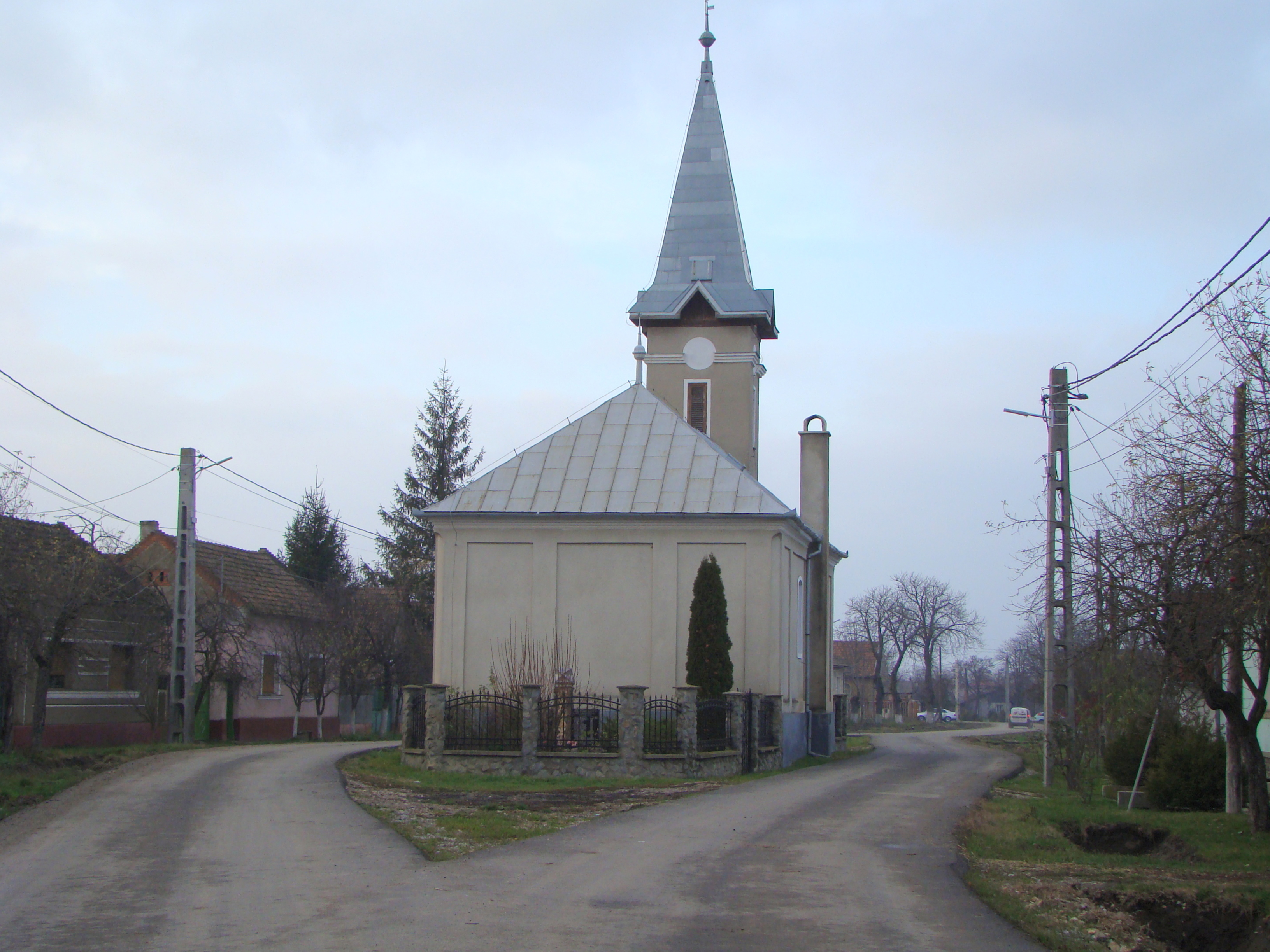
Biserica reformată
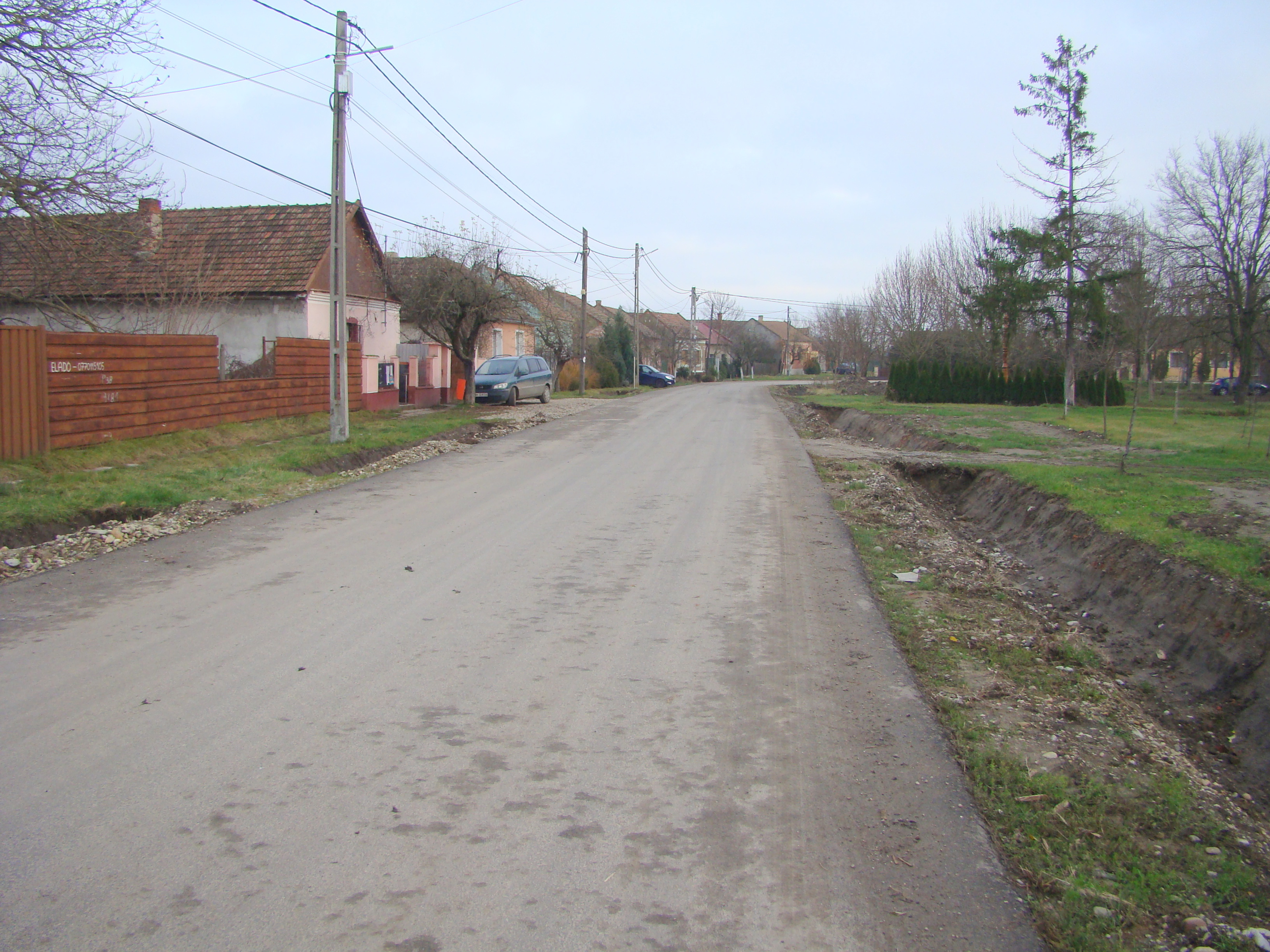
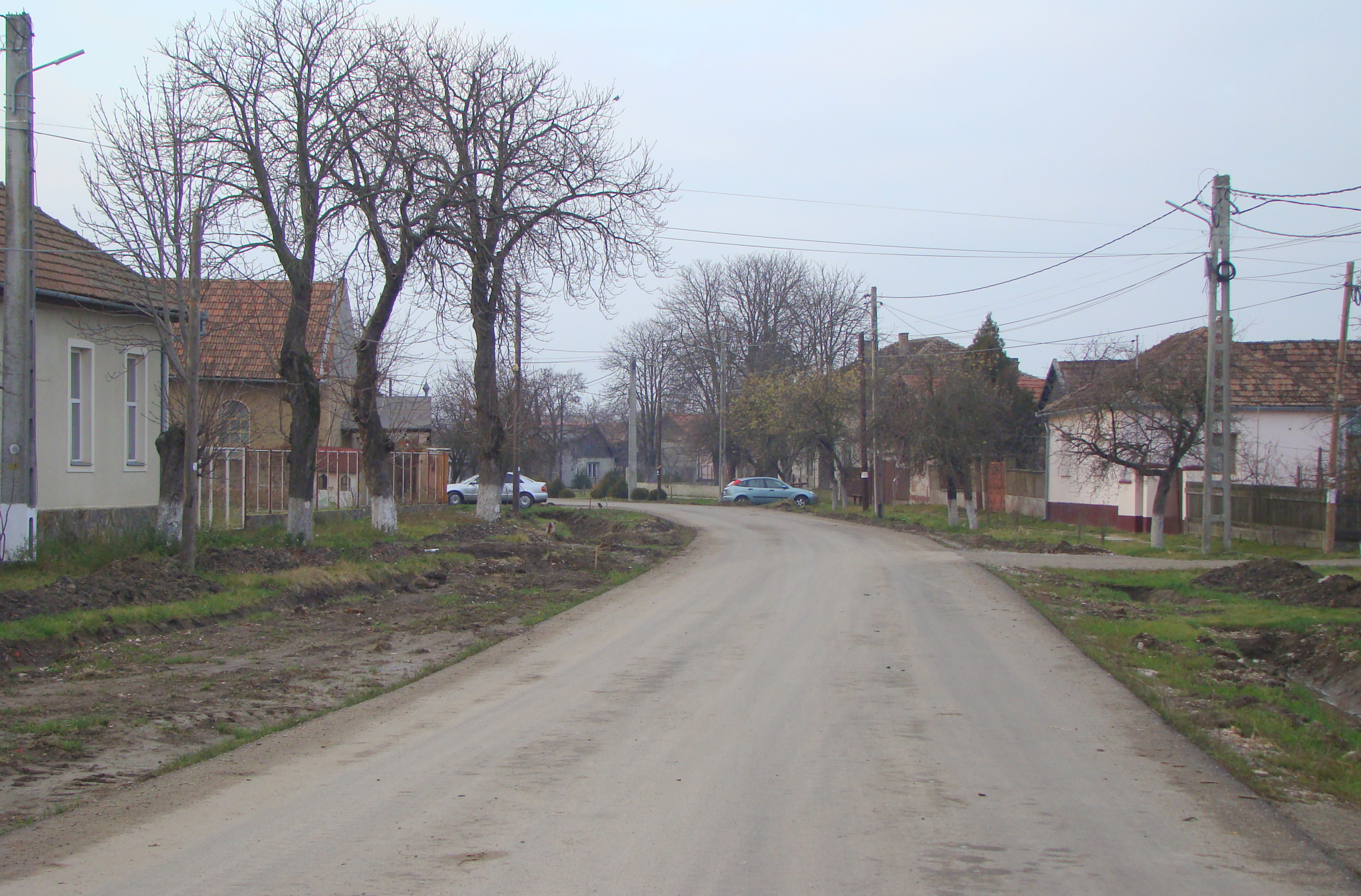
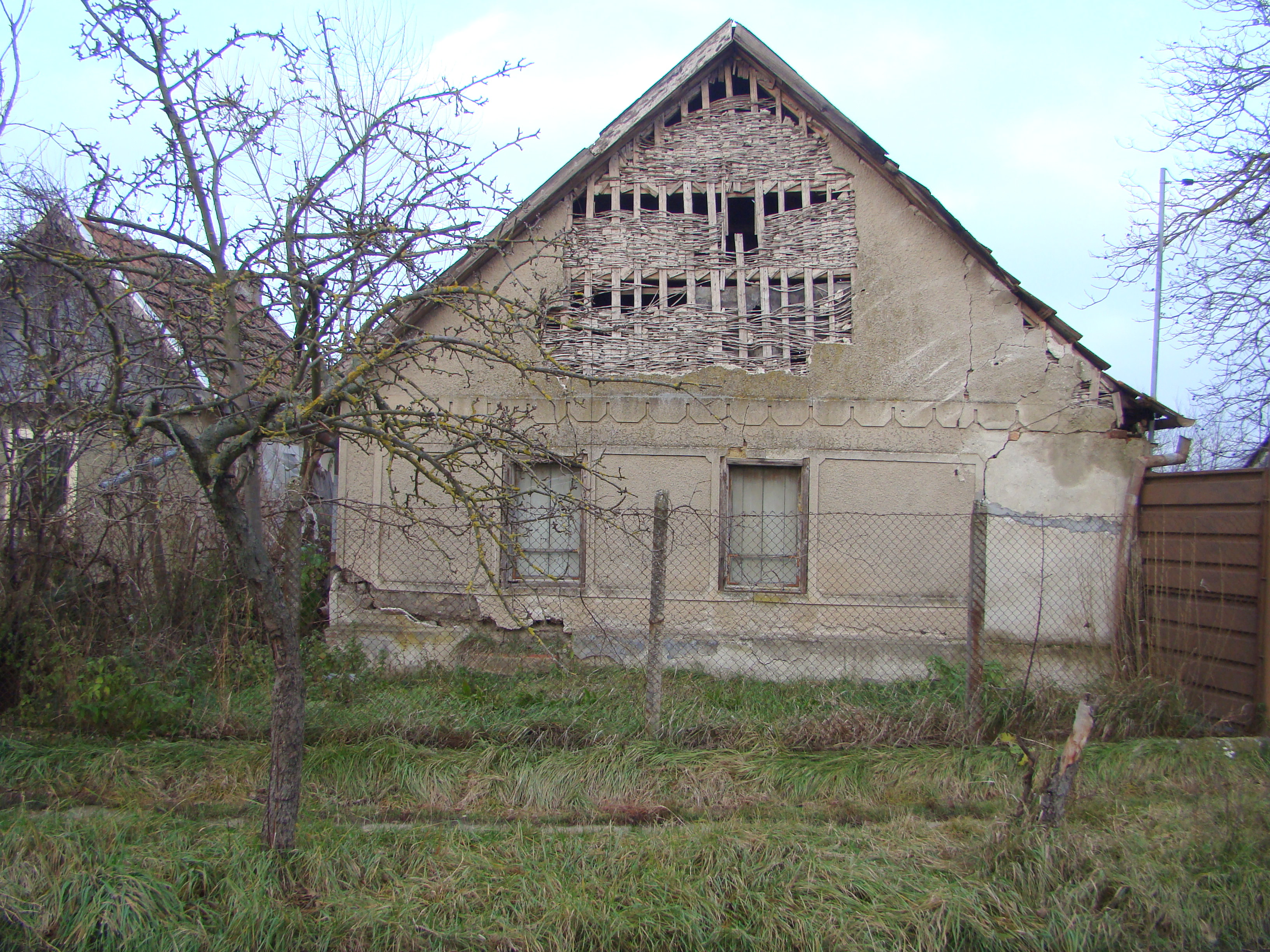

 Acest articol despre o localitate din județul Bihor este deocamdată un ciot. Puteți ajuta Wikipedia prin completarea lui.